# Leones Negros de la Universidad de Guadalajara
Leones Negros de la Universidad de Guadalajara, ook bekend als Leones Negros, Universidad de Guadalajara of UdeG is een Mexicaanse voetbalclub uit Guadalajara. 

## Geschiedenis
De voetbalclub van de Universiteit van Guadalajara werd opgericht in 1970 en begon in de derde klasse van de Mexicaanse voetbalcompetitie. Na twee seizoenen promoveerde de club naar de tweede klasse. De club kocht de plaats van CF Torreón in de hoogste klasse, waar ze vanaf 1974 tot 1994 onafgebroken speelden. Tijdens de eerste jaren speelden verscheidene Braziliaanse spelers bij de club. Nadat een omroeper de club de bijnaam Leones Negros (zwarte leeuwen) gaf werd dit gaandeweg de gebruikelijke bijnaam voor de club. Door financiële problemen en het feit dat de club niet zo veel toeschouwers had, vergeleken met stadsrivalen Chivas en Atlas, trok de club zich terug uit de hoogste klasse in 1994.
In 2009 werd opnieuw een plaats in de tweede klasse gekocht door de club. In 2014 slaagden ze erin opnieuw te promoveren naar de hoogste klasse, maar na één seizoen degradeerde de club weer. 
In 2020 trad de club toe tot de Liga de Expansión MX, het tweede niveau van het profvoetbal in Mexico. 

## Erelijst
Nationaal
- Ascenso MX: Apertura 2013
- Campeón de Ascenso: 2014
- Copa México: 1991
- Segunda División: 1997

Internationaal
- CONCACAF Champions Cup: 1978